# Horn (Rutland)
Pour les articles homonymes, voir Horn.
Horn est un village du Rutland, en Angleterre. Il est situé à une dizaine de kilomètres au nord-est de la ville d'Oakham. Au recensement de 2001, la paroisse civile de Horn comptait 9 habitants. Au recensement suivant, en 2011, sa population a été comptée avec celle du village d'Empingham.
Le 1er avril 2016, les paroisses civiles de Horn et du village voisin d'Exton ont fusionné au sein de la nouvelle paroisse civile d'Exton and Horn.